# Educação emocional
Educação emocional é uma abordagem pedagógica voltada para o desenvolvimento das competências socioemocionais, tais como o autoconhecimento, a empatia, o equilíbrio emocional, a autonomia e a convivência social harmoniosa. O conceito aparece de forma explícita na Base Nacional Comum Curricular (BNCC), especialmente nas competências gerais de número 8, 9 e 10.
Essa proposta pedagógica integra as dimensões cognitivas, afetivas, sociais e éticas da formação humana, reconhecendo a emoção como elemento constitutivo da aprendizagem. Segundo Barcelos (2024), a educação emocional é um “processo de se adquirir habilidades para conhecer e gerenciar emoções, desenvolver cuidado e preocupação com os outros, estabelecer relações positivas, tomar decisões responsáveis e manejar situações desafiadoras de forma eficaz”.

## Diferença entre educação emocional e inteligência emocional
Embora os conceitos estejam relacionados, há distinções importantes. A inteligência emocional, difundida por Daniel Goleman a partir de 1995, é entendida como um conjunto de habilidades pessoais voltadas à regulação das emoções e ao sucesso interpessoal. Já a educação emocional é uma prática pedagógica sistematizada, coletiva e ética, voltada à formação sensível e cidadã no contexto escolar.

## Relação entre emoção, cognição e aprendizagem
Pesquisas nas áreas da neurociência e da psicologia educacional, como as de António Damásio (1996), indicam que as emoções influenciam funções cognitivas como atenção, memória e tomada de decisão. Ambientes educacionais que promovem acolhimento emocional favorecem aprendizagens mais significativas e duradouras.

## Educação emocional na BNCC
Três das dez competências gerais da Base Nacional Comum Curricular referem-se diretamente à dimensão emocional, ética e relacional:
- Competência 8: reconhecer as próprias emoções e as dos outros;
- Competência 9: exercitar empatia, diálogo e cooperação;
- Competência 10: agir com responsabilidade, resiliência e base

ética.

## Teorias e autores relevantes
A educação emocional baseia-se em contribuições interdisciplinares. Dentre os principais autores e ideias, destacam-se:
- António Damásio: destacou a importância das emoções para a razão e o comportamento social;
- Daniel Goleman: popularizou o conceito de inteligência emocional;
- Rafael Bisquerra: estruturou competências emocionais em cinco blocos formativos;[4]
- Ana Maria F. Barcelos: trabalha o conceito de letramento emocional e escuta sensível na educação;
- González Rey: propôs uma concepção histórico-social da subjetividade e das emoções.

## Aplicações práticas
A educação emocional se realiza por meio de práticas como rodas de conversa, escuta ativa, escrita expressiva, atenção plena e mediação de conflitos. Essas ações contribuem para o desenvolvimento de competências fundamentais à convivência e ao bem-estar social. Estudantes que participam de programas com foco emocional apresentam maior engajamento, melhor desempenho escolar e menor índice de conflitos interpessoais.